# شاموني مخطط الأبواغ
شاموني مخطط الأبواغ (الاسم العلمي:Chamonixia vittatispora) هو نوع من الفطريات يتبع جنس الشاموني من الفصيلة البوليطية.